# Simone Padoin
Simone Padoin (* 18. března 1984, Gemona del Friuli, Itálie) je italský fotbalový záložník momentálně hrající za italský tým Juventus Turín v italské nejvyšší soutěži Serie A.

## Klubová kariéra
Na profesionální úrovni hrál v Itálii postupně za týmy Vicenza Calcio, Atalanta Bergamasca Calcio a Juventus Turín. S Juventusem nasbíral řadu trofejí.

## Reprezentační kariéra
Nastupoval v mládežnických reprezentacích Itálie.